# Forgas Band Phenomena
Forgas Band Phenomena est un groupe de rock progressif instrumental français. Formé en 1977 par le compositeur et batteur Patrick Forgas, le groupe s'inspire de l'École de Canterbury et du jazz-rock. Depuis 2005, ses albums sont édités par le label Cuneiform Records.

## Biographie
Forgas Band Phenomena est créé par le multi-instrumentiste et compositeur Patrick Forgas, qui enregistre son premier album, Cocktail, sous son propre nom, en 1977. L'album fait participer Forgas à la batterie, aux claviers, à la guitare et à la basse, avec sept autres musiciens dont Gérard Prévost (alors bassiste de Zao), Jean-Pierre Fouquey (futur claviériste de Magma) et Patrick Tilleman (violoniste de Zao). À l'origine, l'album vinyle est publié sur le label Gratte-Ciel, distribué par RCA, puis est réédité sur CD en 2008, chez Musea. Peu après sa sortie, Forgas forme un groupe de tournée, qui se sépare après quelques concerts.
À la fin des années 1980, Forgas signe un contrat qui le conduit à sortir L'Oeil! en 1990 sur le label Musea ; il participe aux synthétiseurs et aux claviers, accompagné de Fouquey, Tilleman, du guitariste Laurent Roubach de Cocktail, et de Didier Malherbe (de Gong) sur un instrument à vents électronique. Forgas revient avec Art d'écho en 1993 (de nouveau chez Musea), un album bien plus instrumental, avec notamment des morceaux à la flûte,.
Forgas crée alors et dirige le Forgas Band Phenomena. Les deux premiers albums de son groupe sont publiés à la fin des années 1990, sur le label Cosmos Music d'Aymeric Leroy : Roue libre en 1997 (qui fait participer Mireille Bauer, vibraphoniste de Gong) et Extra-lucide en 1999.
Forgas publie un album solo en 2002, Synchronicité, chez Muséa, 
Après une refonte totale de sa formation, Forgas Band Phenomena émerge de nouveau, cette fois sur le label américain Cuneiform Records, avec la sortie de l'album Soleil 12 en 2005,,. Le groupe continue chez Cuneiform avec la sortie de L'Axe du fou (2009), et de Acte V (2012) ; ce dernier est un CD/DVD contenant aussi un concert enregistré live au NEARfest de Bethlehem, en Pennsylvanie, en 2010, devant 2 000 passionnés de rock progressif. Pour les albums L'Axe du fou et Acte V, outre Forgas à la batterie, on trouve Benjamin Violet à la guitare, Igor Brover aux claviers, Kengo Mochizuki à la basse, Karolina Mlodecka au violon électrique, Sébastien Trognon au saxophone et à la flûte, et Dimitri Alexaline à la trompette et au fluggelhorn.
Depuis avril 2013, Pierre Schmidt remplace Benjamin Violet, et depuis janvier 2016, Gérard Prévost (qui n'avait pas rejoué avec Forgas depuis 1977) remplace Kengo Mochizuki, retourné au Japon. Cette nouvelle équipe enregistre l'album L'Oreille Electrique, publié en 2018, toujours chez Cuneiform.

## Membres
- Patrick Forgas - composition, batterie
- Sébastien Trognon - saxophone ténor, alto et soprano, flûte
- Dimitri Alexaline - trompette, bugle, trombone
- Pierre Schmidt - guitare
- Karolina Mlodecka - violon
- Igor Brover - claviers (depuis 2004)
- Gérard Prévost - basse

## Discographie

### Albums
- 1977 : Cocktail (sous le nom de Forgas) (réédition Musea en 2008, avec 13 inédits 1973-79)
- 1990 : L’Oeil (sous le nom de Forgas)
- 1993 : Art d’écho (sous le nom de Forgas)
- 1997 : Roue libre
- 1999 : Extra-Lucide
- 2002 : Synchronicité (Patrick Forgas en solo)
- 2005 : Soleil 12 (live)
- 2009 : L’Axe du Fou
- 2012 : Acte V (+ DVD du concert au NEARfest le 19 juin 2010)
- 2018 : L'Oreille Électrique

### Singles
- 1977 : Monks (la danse des moines) / Cocktail
- 1982 : Miroir tu triches / À fond la caisse (Patrick Forgas en solo)
- 1986 : C'est comme ça la vie / ...Sex Move ! (Patrick Forgas en solo)

### Titre isolé
- 2009 : Africa Anteria (sur le double CD Hur! Hommage à la musique de Christian Vander)

## Filmographie
- 2016 : Corps et Âmes (6 min 40 s) et Midi Minuit (13 min 30 s), enregistrés en 2013 au studio Music Live, à Montrouge, sur DVD collectif Got Canterbury? Romantic Warriors III: Canterbury Tales